# 23è Exèrcit (Unió Soviètica)
El 23è Exèrcit era un Exèrcit de camp de l'Exèrcit Roig soviètic. Va ser format al maig de 1941 al Districte Militar de Leningrad per a la defensa de la part més meridional de la frontera entre la Unió Soviètica amb Finlàndia, al nord i al nord-est de Vyborg. El Setè Exèrcit soviètic va ser emplaçat a la seva dreta.
Inicialment estava format pels Cossos de Fusellers 19è i 50è, el  10è Cos Mecanitzat (que incloïa les divisions blindades 21a i 24a i la 198a divisió motoritzada), la 27a Regió Fortificada de Viborg, la 28a Regió Fortificada de Keksgolm i diverses unitats més, a part d'artilleria.

## Història

### Formació
El XXIII Exèrcit va formar-se al maig de 1941, amb la missió de cobrir la frontera finesa entre l'istme de Carèlia i el nord-est de Viborg, a la regió de Ristalahti, situat entre el Setè Exèrcit a la dreta; i la Flota del Bàltic a l'esquerra. La seva missió era cobrir el front nord-oest de les aproximacions a Leningrad i la costa oest del llac Ladoga.
El 24 de juny de 1941 va passar a formar part del Front Nord. Cada divisió ocupava entre 40 i 47 kilòmetres de front, però la densitat de foc d'artilleria no tenia més de 5 peces d'artilleria i morters per kilòmetre. El X Cos Mecanitzat va ser situat com a reserva, i en el moment del desplegament se li retirà la 70a Divisió de Fusellers. A més, la línia de defensa no era contínua, sinó que havia unitats separades per desenes de kilòmetres.
A inicis de juliol, el X Cos Mecanitzat va ser retirat de l'Exèrcit; quedant només el 4t (4a, 8a i 12a divisions d'infanteria) i el 2n Cossos de Fusellers (2a, 15a i 18a divisions d'infanteria) i 10a Divisió d'Infanteria independent. Des del 31 de juliol i fins a finals d'agost va ser incapaç d'aturar la reconquesta finesa de l'istme de Carèlia, i va haver de retrocedir fins a l'antiga frontera i ocupà posicions a la 22a Regió Fortificada de Carèlia.
Amb la reorganització del Front Nord, va passar a formar part del Front de Leningrad des del 24 d'agost. El Vint-i-tresè Exèrcit havia patit pèrdues enormes en el transcurs dels combats contra els finesos al juliol-agost de 1941, i qual l'exèrcit finès aturà la seva ofensiva per ordres del Mariscal Mannerheim l'1 de setembre, només estava format per entre 80.000 i 90.000 homes, i havia perdut una gran quantitat d'armament pesant i material a mans dels finesos. Si els finesos no haguessin aturat el seu atac i haguessin continuat cap a Leningrad, el Vint-i-tresè Exèrcit probablement hagués hagut de retirar-se fins a la ciutat. Des d'inicis de setembre, transports de la marina Roja van evacuar al voltant de 6.000 soldats, comandaments i comissaris polítics des de l'illa Björkö fins a Kronstadt.
Entre 1942 i fins a juny de 1944, el 23è Exèrcit es dedicà a defensar les aproximacions nord-occidentals a Leningrad.
Durant el mes de juny de 1944, el 23è Exèrcit, incloent els Cossos de Fusellers 97è, 98è i 115è i la 17a Regió Fortificada d'Iziaskavski, participà en l'Ofensiva de Viborg (10 de juny-15 de juliol de 1944). En aquesta operació, el 23è Exèrcit seguí el trencament del 21è Exèrcit, netejant la riba sud del riu Vuoksi i el travessà durant la batalla de Vuosalmi. Després del final dels combats amb Finlàndia, les formacions van llançar-se contra la frontera finesa, on van quedar-se fins al final de la guerra.
El 23è Exèrcit va dissoldre's a finals dels 50, en el període de reduccions, tot i que seguí el 30è Cos de Fusellers de la Guàrdia i totes les seves divisions.

## Comandants
- Tinent General  Petr Pixennikov (Maig - Agost de 1941)
- Tinent General Mikhaïl Gerasimov (Agost – Setembre de 1941)
- Major General  Aleksandr Txerepanov (Setembre de 1941 – Juliol de 1944; promogut a Tinent General al setembre de 1943)
- Tinent General  Vasilii Ixvetsov (Juliol de 1944 – maig de 1945).